# فؤاد أباظة
فؤاد أباظة «باشا» (ولد في منيا القمح في 23 يوليو 1890 ـ توفي ؟) هو رجل أعمال مصري، كان مديرًا للجمعية الزراعية الملكية.

## مناصبه الرسمية والشرفية
كان فؤاد أباظة مديرًا للجمعية الزراعية الملكية، ورئيسًا للجنة القطن المصرية المشتركة، كما كان أول وكيل للاتحاد المصري لكرة القدم (برئاسة جعفر والي باشا) في الفترة من 13 أكتوبر 1921 إلى 21 سبتمبر 1925، وكان وكيلًا شرفيًا للنادي الأهلي منذ 8 نوفمبر 1945.

## الرتب والأوسمة
- رتبة الباشوية (15 فبراير 1937)[4]
- نيشان إسماعيل[1]
- وسام الاستقلال (المملكة الأردنية)[1]

## أسرته
كان فؤاد أباظة باشا متزوجًا من السيدة فاطمة فخر الدين.

## برقيته إلى اليخت «المحروسة»
في يوم رحيل الملك فاروق عن مصر بعد خلعه، كانت البرقية الوحيدة التي تلقاها اليخت المحروسة هي برقية من فؤاد باشا أباظة، كان نصها:
وقد تسببت هذه البرقية في فقدان أباظة جميع مناصبه، وتنكر ضباط يوليو لماضيه.